# Adriano Pimenta
Pour les articles homonymes, voir Pimenta (homonymie).
Adriano Pimenta, de son nom complet Adriano Faria Pimenta, est un footballeur brésilien né le 14 novembre 1982. Il est milieu de terrain.